# Jameela Jamil
Jameela Jamil   (Hampstead, 25 de febrer de 1986) és una actriu, presentadora, locutora de ràdio, model, escriptora i activista anglesa. Va començar la seva carrera a T4, on va presentar un espectacle sobre la cultura pop des de 2009 fins a 2012. Després es va convertir en la presentadora de ràdio de The Official Chart, i va ser copresentadora de The Official Chart Update al costat de Scott Mills a BBC Ràdio 1. Va ser la primera presentadora en solitari del programa BBC Ràdio 1.
Després d'un ensurt amb un possible càncer de mama el 2016, Jamil es va mudar als Estats Units. Mentre residia allà, va ser escollida per representar el paper de Tahani Al-Jamil en la sèrie de comèdia fantàstica de l'NBC, The Good Place. Ha fer de model per a la Vogue americana i anglesa, Glamour, Cosmopolitan i la Teen Vogue japonesa. A més, ha escrit per a The Times, Cosmopolitan, The Huffington Post i Company. També és àmpliament reconeguda com una activista sobre la neutralitat corporal i pel seu activisme contra alguns productes dietètics.

## Biografia
Jameela Alia Burton-Jamil és filla de pare indi i mare pakistanesa. Va néixer amb pèrdua d'audició congènita i laberintitis, pel qual ha estat operada diverses vegades. Afirma que té 70% d'audibilitat en la seva orella esquerra i 50% en la seva orella dreta a partir del 2015. A l'escola, Jamil diu que era "llibresc i tímida". A l'edat de nou anys, se li va diagnosticar amb hipermobilitat el síndrome d'Ehlers-Danlos, un trastorn genètic que provoca, per exemple, articulacions soltes, dolor articular, pell elàstica, la formació de cicatrius anormals, etc. Quan era adolescent, patia d'anorèxia nerviosa i no acostumava a menjar àpats complets entre els 14 i 17 anys. Ha declarat que creu que el seu trastorn alimentari es va desenvolupar a causa de la pressió de la societat:
"Vaig ser bombardejada amb una narrativa amb la qual no va tenir alternativa. Mai hi va haver cap dona que fos celebrada pel seu intel·lecte... i totes les meves revistes em venien productes per baixar de pes o em deien que fos prima. En cas contrari, no valia res."
A l'edat de 17 anys, Jamil va ser atropellada per un cotxe quan escapava d'una abella, trencant-se diversos ossos i danyant la seva columna vertebral. Se li va dir que podria no tornar a caminar, però es va recuperar lentament després d'un tractament amb esteroides i fisioteràpia, utilitzant un caminador per començar a caminar. Ella cita l'accident automobilístic com el que la va empènyer cap a la recuperació, afirmant que "va canviar la seva relació amb el seu cos" i "en forma figurada li va donar un sentit".
Va assistir a la Queen 's College School a Londres i va ensenyar anglès a estudiants estrangers en la Callan School of English a Londres. També va treballar com a model, fotògrafa i exploradora de moda per Premier Model Management Limited.

## Carrera

### 2009-2015: carrera primerenca als mitjans
Jamil va aparèixer en l'espectacle d'E4 Music Zone cap a finals de 2008. Va començar a presentar T4 al 2009. El gener de 2009, Alexa Chung va abandonar el programa de televisió del matí Freshly Squeezed; Jamil la va succeir-la com co-presentadora, juntament amb Nick Grimshaw.
Jamil va presentar The Closet, una desfilada de moda en línia en el lloc de xarxes socials Bebo. Creat i produït per Twenty Twenty Television, va formar part del programa de la comissió Bebo Originals. A més, Jamil va ser fotografiada per a un reportatge de Vogue a "British Editorial Class of 2010" al gener d'aquell any, per David Bailey.
De 2011 a 2014 va escriure una columna per Company, la revista mensual per a dones. El gener de 2012, Jamil va reemplaçar a June Sarpong com a nova presentadora del reality show Playing It Straight.
El 2012, es va anunciar que Reggie Yates deixaria la BBC Ràdio 1 i Jamil el reemplaçaria. A la fi de 2012 Jamil es va convertir en la presentadora de ràdio de The Official Chart, i va ser co-presentador de The Official Chart Update al costat de Scott Mills a BBC Ràdio 1. Jamil va fer història a la ràdio, convertint-se en la primera presentadora dona del programa Chart show a la BBC Ràdio 1. El juny de 2012, Jamil va col·laborar amb Very per estrenar la seva primera col·lecció de moda.

### 2016-present: transició a l'actuació
En 2016, a l'edat de 29 anys i després d'un ensurt de càncer de mama, Jamil va sortir de Londres i es va mudar a Los Angeles, sense plans d'actuar, sinó d'intentar treballar com a guionista. El seu agent li va dir que Michael Schur, el co-creador de Parks and Recreation, estava buscant una actriu britànica per a una nova sèrie de comèdia. Encara Jamil no tenia experiència prèvia en l'actuació t i era cautelosa amb les audicions, va accedir a fer-ho. Més tard va ser cridada per a una segona entrevista, i se li va donar el paper.
L'espectacle es va estrenar el setembre de 2016, amb Jamil com a membre habitual de l'elenc de la sèrie de comèdia de fantasia de la NBC, The Good Place, on interpreta Tahani Al-Jamil, al costat de Kristen Bell i Ted Danson. El personatge de Jamil es va fer conegut per la seva tendència al "name-dropping".
Jamil va fer la seva primera portada de la revista americana en l'edició de febrer de 2018 de The Cut. Va ser la que va proporcionar la veu com a convidada en la sèrie de televisió animada DuckTales. En 2018, Jamil es va unir al ventall dels dibuixos animats de Disney inspirats en l'Índia ambientat en el fictici Jalpur. Mira, s'espera que Royal Detectiu surti a l'aire en els canals de Disney Junior en 2020, amb Jamil interpretant a la tia Pushpa de Mira. En 2018, Jamil va organitzar un segment recurrent en Last Call with Carson Daly durant la seva temporada final, titulat "Wide Awake with Jameela Jamil".
Des de 2019, Jamil ha estat l'amfitriona de Misery Index, un espectacle a la TBS.

### Activisme
A la fi de 2015, Jamil va llançar Why Not People?, una empresa amb membres dedicats a organitzar esdeveniments d'entreteniment en viu accessibles per a persones amb discapacitat. El març de 2018, Jamil va crear un compte d'Instagram anomenada I Weigh, inspirada en una imatge que va trobar en línia de Kourtney, Kim i Khloé Kardashian amb les seves germanastres Kendall i Kylie Jenner, detallant el pes de cada dona. Jamil descriu I Weigh com "un moviment ... per a que ens sentim valuoses i veiem lo sorprenents que som, i aconseguir mirar més enllà de la carn en els nostres ossos". El relat dona la benvinguda a presentacions de selfies de seguidors no editats o aerografiats utilitzant el hashtag #iweigh, amb un text que descriu les coses per les quals se senten agraïts o orgullosos. En part a causa d'aquest treball, Jamil va ser inclosa com una de les 100 dones de la BBC durant 2018.
Jamil ha criticat els batuts dietètics i els productes supressors. Va explicar que d'adolescent passava gana, prenia laxants i consells de celebritats sobre com mantenir un pes baix. Ha criticat a la rapera Cardi B, a les Kardashians i altres "influencers" per promoure supressors de dieta a través de les xarxes socials. Jamil va crear una petició via change.org, titulada "Stop celebrities promoting toxic diet products on social media", amb l'objectiu d'arribar a 150.000 signatures. Va fer una crida als serveis de xarxes socials com Facebook, Twitter i Instagram perquè prohibissin aquesta pràctica, assenyalant la seva perillosa retòrica sobre els adolescents impressionables.
"There's little to no information about the side effects or main ingredients, the harm they may cause or any of the science behind how these products are supposed to work. They are instead, flogged in glossy paid adverts by celebrities and influencers with no expertise or authority in nutrition/medicine/biology." - Un extracte de la petició de dieta de Jamil.
Jamil també dona suport al moviment contra el canvi climàtic, expressant la seva admiració per Jane Fonda, Greta Thunberg i diversos altres activistes a favor d'aquest moviment. Va afirmar que ella mateixa no vol ser arrestada per la causa, per la seva condició de dona immigrant morena de pell.

### Caritat
Jamil va aparèixer en C4 Orange Rockcorps 2009, com a voluntari per ajudar a crear un concert per finançar projectes comunitaris locals. Ha donat suport al Cultural Learning Alliance, que promou l'accés a la cultura per a nens i joves, i els Premis Nacionals Vinspired per a persones de 16 a 25 anys que han contribuït a les seves comunitats a través del voluntariat. Jamil va dissenyar la seva pròpia versió de SpongeBob Squarepants per ser subhastada amb tots els guanys destinats a Childline. Jamil també va dir que portaria una disfressa de pollastre durant el mateix nombre de dies igual al nombre de milers de lliures que recapta per Comic Relief. Va ser patrocinada aproximadament per 16.000 lliures i es va posar el vestit durant 16 dies consecutius.

## Honors
Jamil va ser una de les quinze dones seleccionades per aparèixer a la portada del nombre de setembre de 2019 de la revista britànica Vogue "Forces for Change", de l'editora convidada Meghan, duquessa de Sussex.
El 2 d'agost de 2019, Jamil va ser guardonada com a "Defensor de l'Any" per la Societat Ehlers-Danlos.

## Vida personal
Jamil manté una relació amb el músic James Blake des de 2015. El maig de 2019, Jamil va compartir que havia tingut un avortament abans en la seva vida. Va dir: "Va ser la millor decisió que he pres. Tant per a mi, com per al nadó que no volia, i no estava preparat ni emocional, psicològica i financerament".
El 10 d'octubre de 2019, com a part del Dia Mundial de la Salut Mental, Jamil va revelar que havia sobreviscut a un intent de suïcidi sis anys abans. Va criticar la manca de serveis per als que tenien problemes de salut mental. També va revelar que va participar en la teràpia d'EMDR per tractar el seu trastorn d'estrès posttraumàtic.

## Filmografia

### Pel·lícules
| Any  | Títol               | Paper | Notes |
| ---- | ------------------- | ----- | ----- |
| 2019 | How to Build a Girl |       |       |

### Televisió
| Any            | Títol                               | Paper               | Notes                                                        |
| -------------- | ----------------------------------- | ------------------- | ------------------------------------------------------------ |
| 2009 - 2012    | Freshly Squeezed                    | Ella mateixa        | Amfitriona principal                                         |
| 2012           | Playing It Straight                 | Ella mateixa        | Amfitriona                                                   |
| 2015           | The Great Comic Relief Bake Off     | Ella mateixa        | Sèrie 2, Episodi 3                                           |
| 2016 - present | The Good Place                      | Tahani Al-Jamil     | Repartiment principal                                        |
| 2018           | Last Call with Carson Daly          | Ella mateixa        | Amfitriona, segment recurrent, Wide Awake with Jameela Jamil |
| 2018           | Hollywood Game Night                | Ella mateixa        | Episodi: "Ho Ho Holiday Game Night"                          |
| 2019           | Still Laugh-In: The Stars Celebrate | Ella mateixa        |                                                              |
| 2019           | Duck Tales                          | Gandra Dee (veu)    | Episodi: "The Dangerous Chemistry of Gandra Dee!"            |
| 2019           | Misery Index                        | Ella mateixa        | Amfitriona principal                                         |
| 2020           | Mira, Royal Detective               | Auntie Pushpa (veu) | Paper recurrent                                              |

### Ràdio
| Any         | Títol                     | Paper        | Notes       |
| ----------- | ------------------------- | ------------ | ----------- |
| 2013 - 2015 | The Official Chart        | Amfitriona   | BBC Radio 1 |
| 2013        | The Official Chart Update | Coamfitriona | BBC Radio 1 |